# Anthurium harrisii
Anthurium harrisii är en kallaväxtart som först beskrevs av Robert Graham, och fick sitt nu gällande namn av George Don jr. Anthurium harrisii ingår i släktet Anthurium och familjen kallaväxter. Inga underarter finns listade.